# 皇崗口岸

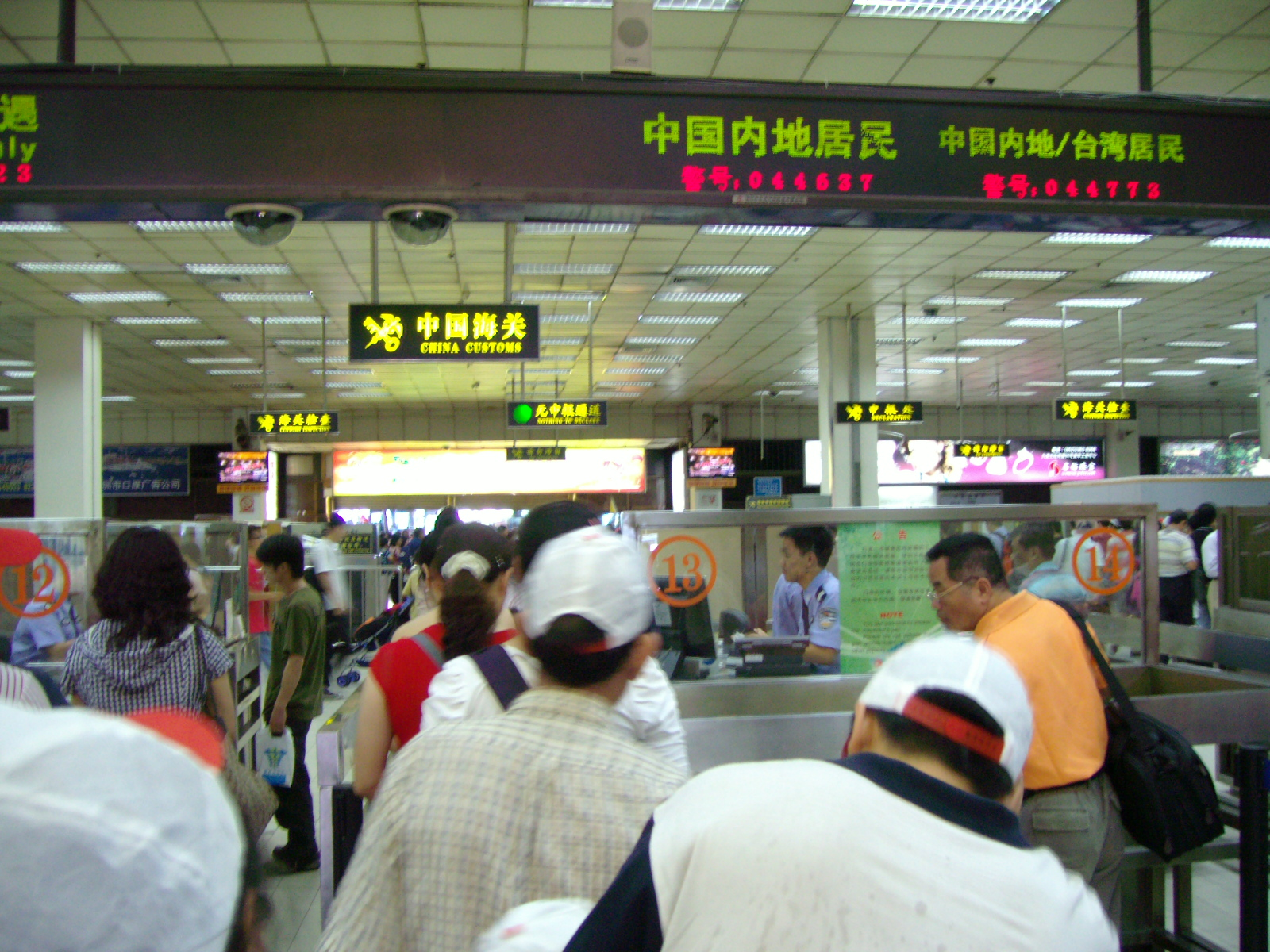
中国側出境検査場

皇崗口岸（こうこう こうがん、ホワンガン こうがん）は中華人民共和国広東省深圳市福田区と香港特別行政区北区の間に位置する出入境検査場。国境開放時間は24時間。

## 概要
1989年に運用が開始され、深圳河を挟んで香港側の落馬洲管制站と接続している。皇崗口岸は利用者数が現在羅湖口岸に次ぐ口岸であり、中国全土でも珠海市とマカオ特別行政区を連絡する拱北口岸に続く第3位の口岸である。2003年1月より24時間運用が開始された。
深圳側から出境する場合、出境後に香港各地と連絡するバスが運行されており、また香港側の落馬洲に移動する際にも専用の有料シャトルバスに搭乗する必要がある。支払いは香港ドルだが、釣り銭がもらえないのを了承の上で人民元による支払いも可能である。なお、検査場内にATMや両替所は無い。
落馬洲側からは香港各方面に向けて24時間バスが運行されており、乗客の様子を見て適時発車する。ここでも支払いは香港ドルだが、人民元による支払いが可能である。

## 利用上の注意
香港側と深圳側のイミグレーションが離れており徒歩移動は不可、何らかのバスなどに乗らない限り越境できない仕組みとなっている。羅湖口岸や福田口岸の場合は香港側・深圳側とも鉄道駅があり、駅→出境→徒歩で越境→入境→駅という流れとなるが、皇崗口岸においてはこれがバス乗車→出境検査場でバスを降り出境審査→バス乗車し移動→入境審査となる。
このように香港側・深圳側の徒歩移動ができないため公共交通機関を利用しての通境には不便ではあるが、香港空港に行くスカイリモや、香港各所を結ぶバスの多くがここを利用している。
スカイリモは、深圳→香港空港においては中国を出国した直後に乗り場があり、乗車したまま香港入国となる。香港空港→深圳の場合は乗車したまま香港を出国し、中国の入国審査手前がスカイリモ下車ポイントとなる。なお乗車したままの香港出入国はe-道（e-channel）保有者も自動化ゲートが使えないため、出入国カードを書く必要が生じる。
香港側からは湾仔や新田などから皇崗口岸行きバスが24時間運行しており、香港出境審査通過後にバスチケットの残りを手渡すことで香港出境審査場〜中国入境審査場の間を移動するバスに乗車できる流れとなっている。
なお深圳側には深圳地鉄7号線「皇崗口岸駅」が2016年10月28日に開業している。